# 도쿠가와 하루사다 (1751년)
도쿠가와 하루사다(일본어: 徳川治済, 1751년 12월 23일 ~ 1827년 3월 17일)는 에도 시대 고산쿄 중 히토쓰바시가의 제2대 당주이다. 에도 막부 제8대 쇼군 도쿠가와 요시무네의 손자이며 제11대 쇼군 도쿠가와 이에나리는 하루사다의 장남이다.

## 가족 관계
출처 : 『히토츠바시 도쿠가와 계도』, 『히토츠바시 도구카와 가기』
- 정실 : 아리코 여왕 (1756년 - 1770년 9월 1일 (호레키 6년 - 메이와 7년 7월 12일)) - 킨히토 친왕의 딸
- 측실 : 이와모토씨
  - 장남 : 도쿠가와 이에나리
  - (이설 있음) 3남 : 쿠로다 나리타카 - 『간세이중수제가보』에서는, 생모가 마루야마씨로 되어있다.
  - 4남 : 유우노스케(雄之助) (1777년 10월 22일 - 1779년 7월 25일 (안에이 6년 9월 22일 - 안에이 8년 6월 12일))
  - 6남 : 도쿠가와 나리아츠
- 측실 : 마루야마씨 오키시(お喜志) (생년 미상 - 1786년 1월 25일 (덴메이 5년 12월 26일))
  - 차남 : 도쿠가와 하루쿠니
  - 5남 : 도쿠가와 나리마사
  - 7남 : 마츠다이라 요시스에
- 측실 : 나카무라씨 오마치(お町) (생년 미상 - 1819년 9월 21일 (분세이 2년 8월 3일))
  - 8남 : 히사노스케(久之助) (1799년 1월 19일 - 1807년 1월 30일 (간세이 10년 12월 14일 - 분카 3년 12월 22일))
  - 9남 : 모토노죠(本之丞) (1800년 3월 4일 - 1803년 8월 7일 (간세이 12년 2월 9일 - 교와 3년 6월 20일))
- 측실 : 오하나(お花)
  - 3녀 : 테루히메(輝姫) (1785년 6월 25일 - 1791년 8월 7일 (덴메이 5년 5월 19일 - 간세이 3년 7월 8일))
- 생모 미상 자녀
  - 장녀 : 요우히메(庸姫) (1774년 7월 5일 - 1783년 7월 21일 (안에이 3년 5월 27일 - 덴메이 3년 6월 22일))
  - 차녀 : 만히메(満姫) (1782년 12월 3일 - 1785년 8월 16일 (덴메이 2년 10월 29일 - 덴메이 5년 7월 12일))
  - 4녀 : 노리히메(紀姫) (1785년 12월 25일 - 1861년 7월 31일 (덴메이 5년 11월 24일 - 분큐 원년 6월 24일)) - 호소카와 나리타츠의 아내

| 전임 도쿠가와 무네타다 | 제2대 히토쓰바시 도쿠가와가 당주 1764년 ~ 1799년 | 후임 도쿠가와 나리아쓰 |